# 영주 부석사 조사당 벽화
영주 부석사 조사당 벽화(榮州 浮石寺 祖師堂 壁畵)는 대한민국 경상북도 영주시 부석면 북지리 149, 부석사 조사당에 있었던 고려시대의 벽화이다. 1962년 12월 20일 대한민국의 국보 제46호로 지정되었다.

## 개요
이 벽화는 부석사를 창건하고 우리나라에서 화엄종을 처음 시작한 의상대사를 모시고 있는 부석사조사당(국보 제19호) 안쪽 벽면에 사천왕과 제석천, 범천을 6폭으로 나누어 그린 그림이다. 지금은 벽화가 있는 벽면 전체를 그대로 떼어 유리상자에 담아 무량수전에 보관하고 있다.
흙벽 위에 녹색으로 바탕을 칠하고 붉은색·백색·금색 등으로 채색하였으며, 각각의 크기는 길이 205 cm, 폭 75 cm 가량이다. 양쪽의 두 천부상은 우아한 귀족풍으로 양감이 풍만하며, 가운데 사천왕은 악귀를 밟고 서서 무섭게 노려 보는 건장한 모습이다. 훼손된 부분이 많고 후대에 덧칠하여 원래의 모습이 많이 사라졌지만 율동감 넘치는 유려한 선에서 고려시대 불화의 품격을 느낄 수 있다.
건물에서 발견된 기록을 통해 조사당을 세운 연대가 고려 우왕 3년(1377)임을 알게 되었으며, 벽화를 그린 연대도 같은 시기일 것으로 보인다. 현재 우리나라에 남아 있는 벽화 가운데 가장 오래된 작품으로 회화사적으로 매우 중요한 작품으로 평가받고 있다.

## 같이 보기
- 부석사
- 부석사 조사당

## 참고 자료
- 부석사조사당벽화 - 국가유산청 국가유산포털